# Molophilus (Molophilus) brachythrix
Molophilus (Molophilus) brachythrix is een tweevleugelige uit de familie steltmuggen (Limoniidae). De soort komt voor in het Oriëntaals gebied.